# Zamaslina
Zamaslina je naselje u općini Ston, Dubrovačko-neretvanska županija, Republika Hrvatska.

## Povijest
Do teritorijalnog preustroja Hrvatske bila je u sastavu stare općine Dubrovnik. Kao samostalno naselje Zamaslina se javlja od popisa stanovništva 2011. godine, odvajanjem od naselja Zaton Doli.

## Stanovništvo
Na popisu 2021. godine Zamaslina je imala 70 stanovnika.

## Galerija
- ulaz u selo
- seoske kuće
- ulica